# 東美
東美（英語：Tung Mei，代號H09）是香港黃大仙區議會下轄的選區，1994年設立，2023年取消，末任區議員為香港民主民生協進會成員施德來。

## 範圍
選區位於黃大仙區南部，包括東頭邨部分樓宇（即富東樓、泰東樓、耀東樓、裕東樓、振東樓及貴東樓）、橫跨摩士公園（四號公園）到美東邨、衙前圍和啟德花園，與其相鄰的選區有龍上、龍下、新蒲崗、東頭和樂富，同時亦毗鄰九龍城區議會的九龍塘和龍城選區。選區名稱來自東頭邨及美東邨首字，投票站設於聖公會基德小學。

## 沿革
1993年港督彭定康推行政改方案改革區議會，取消所有委任議席及雙議席選區制度，全面實行單議席單票制，並改由選區分界及選舉事務委員會制定，區議會選區數目亦隨人口變動而大幅增加，東美選區由原有東頭選區依東隆道南北分拆而成。
1994年區議會選舉，上屆在黃大仙區議會東頭選區被馮光中擊敗的市政局議員莫應帆改在新設的東美選區競選，爭取重返議會，對手是王永祺，最後莫應帆以大比數得票擊敗對手重返議會。期後在1995年市政局選舉，莫應帆自動當選，其後更在民主派支持下，循市政局功能界別晉身立法局。在兩年間莫由一個市政局議員，一躍成為香港少有的「三料議員」。
不過立法局的「直通車」方案遭到中國否決後，當屆立法局任期只有兩年，中方另起爐灶成立臨時立法會。正當大部分民主派都表明杯葛之際，莫應帆所屬的民協卻走入臨立會，故此被民主派人士批評其背叛民主。1998年香港立法會選舉中，莫應帆再次冀望循市政局功能界別進入立法會，卻在加入委任議員之下，被張永森打敗。同時民協因「又傾又砌」立場，在加入臨立會的罵名之下，在地區直選方面亦一無所獲，一席不保。到後來立法會決定「殺局」（取消市政局和區域市政局），莫更加連市政局的議席都失去了，只剩下順利過渡的區議會議席。
1999年和2003年區議會選舉，莫應帆兩次在無其他候選人之下自動當選。其中2003年區議會選舉期間將東頭邨柏東樓由毗鄰的東美選區納入東頭選區。2007年區議會選舉莫應帆繼續競逐連任，東美選區吸納啟德花園之後因為人口過多，故此將東頭邨偉東樓及榮東樓納入東頭選區。是屆吸引到啟德花園業委會主席蘇肖疇參選。由於莫應帆在當區服務多年，加上莫居於選區內的東頭邨，故此亦能輕易擊敗蘇肖疇而成功連任。
2011年區議會選舉，莫應帆選擇競逐連任，而親中派就第一次派人競逐此區。事緣工聯會打算競逐區議會（第二）功能界別的議席，請來已退休的陳婉嫻出山。考慮過不同的選區，工聯會最後安排陳婉嫻在黨友兼時任區議員林文輝的黃大仙區議會龍上選區競選，而林則轉到東美選區爭取連任。遇上頗多資源的對手，莫應帆卻選擇不組織助選團、不派傳單、不嗌咪的競選策略，只靠平日與街坊的接觸，最後莫應帆依然勝出。
2015年區議會選舉，莫應帆退休，宣佈不再角逐連任並交棒予同屬民協的施德來，施德來接替民協元老莫應帆，並成功從莫手中接棒。施上屆選舉在深水埗區議會的元州及蘇屋選區被民建聯區議員陳偉明擊敗，期後轉到東美選區服務。在2015年面對民建聯的對手，末代委任區議員黃國恩出戰。經過數年耕耘以及在莫應帆和民協多年來的地區基礎下，成功以大多數選票（即2,894票）擊敗民建聯的候選人當選。而黃國恩則成為最後一位選擇連任，但最後敗選的委任議員。2016年施德來在黨內改選後擔任民協主席。
2019年區議會選舉，選管會曾建議本區劃走啟德花園到龍下之後，吸納原本位於新蒲崗選區內衍慶街一帶樓宇，但在居民反對之下，有關部分連同彩虹道遊樂場直接劃到龍下選區，東美選區維持不變。施德來以二千多票之差的大多數得票（即以4,854票）擊敗對手民建聯楊光富，成功連任。2021年3月，施德來受到香港民主派初選大搜捕而被起訴顛覆國家政權罪，經過一輪審訊後獲保釋，保釋後請辭民協主席職務。2021年7月8日，因應政府計劃追討協助民主派初選區議員的酬金津貼傳聞所帶動的區議員辭職潮中，施德來辭去區議員職務。

## 軼聞
此選區由設立開始至今一直都是由活躍於深水埗區的泛民主派政黨香港民主民生協進會的成員奪得，且非屬深水埗區議會及2021年之前立法會九龍西選區範圍內的議席，因此本區具有象徵意義，也被視為民協在九龍東的橋頭堡。

## 歷屆議員
| 屆別                 | 議員   | 政治聯繫 | 政治聯繫 |
| -------------------- | ------ | -------- | -------- |
| 1994年－1999年       | 莫應帆 |          | 民 民協  |
| 2000年－2003年       | 莫應帆 |          | 民 民協  |
| 2004年－2007年       | 莫應帆 |          | 民 民協  |
| 2008年－2012年       | 莫應帆 |          | 民 民協  |
| 2012年－2015年       | 莫應帆 |          | 民 民協  |
| 2016年－2019年       | 施德來 |          | 民 民協  |
| 2020年－2021年7月8日 | 施德來 |          | 民 民協  |
| 2021年7月9日－2023年 | 懸空   | 懸空     | 懸空     |

## 歷屆選舉結果
| 政党   | 政党   | 候选人    | 票数  | %     | ±      |
| ------ | ------ | --------- | ----- | ----- | ------ |
|        | 民建聯 | 1. 楊光富 | 2,314 | 32.28 | 不適用 |
|        | 民協   | 2. 施德來 | 4,854 | 67.72 | ▲3.28  |
| 多数票 | 多数票 | 多数票    | 2,540 | 35.44 | ▲6.56  |

| 政党   | 政党   | 候选人    | 票数  | %     | ±      |
| ------ | ------ | --------- | ----- | ----- | ------ |
|        | 民協   | 1. 施德來 | 2,894 | 64.44 | 不適用 |
|        | 民建聯 | 2. 黃國恩 | 1,597 | 35.56 | 不適用 |
| 多数票 | 多数票 | 多数票    | 1,297 | 28.88 | ▲21.10 |

| 政党   | 政党   | 候选人    | 票数  | %     | ±      |
| ------ | ------ | --------- | ----- | ----- | ------ |
|        | 工聯會 | 1. 林文輝 | 1,607 | 46.11 | 不適用 |
|        | 民協   | 2. 莫應帆 | 1,878 | 53.89 | ▼19.96‬ |
| 多数票 | 多数票 | 多数票    | 271   | 7.78  | ▼39.91 |

| 政党   | 政党   | 候选人    | 票数  | %     | ±      |
| ------ | ------ | --------- | ----- | ----- | ------ |
|        | 民協   | 1. 莫應帆 | 1,567 | 73.85 | 不適用 |
|        | 無黨派 | 2. 蘇肖疇 | 555   | 26.15 | 不適用 |
| 多数票 | 多数票 | 多数票    | 1,012‬ | 47.69 | 不適用 |

| 政党   | 政党   | 候选人 | 票数     | %      | ±      |
| ------ | ------ | ------ | -------- | ------ | ------ |
|        | 民協   | 莫應帆 | 自動當選 | 不適用 | 不適用 |
| 多数票 | 多数票 | 多数票 | 不適用   | 不適用 | 不適用 |

| 政党   | 政党   | 候选人 | 票数     | %      | ±      |
| ------ | ------ | ------ | -------- | ------ | ------ |
|        | 民協   | 莫應帆 | 自動當選 | 不適用 | 不適用 |
| 多数票 | 多数票 | 多数票 | 不適用   | 不適用 | 不適用 |

| 政党   | 政党   | 候选人 | 票数  | %     | ± |
| ------ | ------ | ------ | ----- | ----- | - |
|        | 民協   | 莫應帆 | 2,069 | 76.32 |   |
|        | 無黨派 | 王永祺 | 642   | 23.68 |   |
| 多数票 | 多数票 | 多数票 | 1,427 | 52.64 |   |